# Tương tự Unix

Sự phát triển của các hệ thống Unix và tương tự Unix, bắt đầu từ năm 1969

Một hệ điều hành tương tự Unix (đôi khi được gọi là UN*X, *nix hay Unix-like) là hệ thống hoạt động theo cách tương tự như hệ thống Unix, trong khi không nhất thiết phải tuân thủ hoặc được chứng nhận với bất kỳ phiên bản nào của Single UNIX Specification. Một ứng dụng tương tự Unix là một ứng dụng hoạt động tương tự như lệnh hoặc shell Unix tương ứng. Không có tiêu chuẩn để xác định thuật ngữ và có thể có một số khác biệt về quan điểm về mức độ mà một hệ điều hành hoặc ứng dụng nhất định là "tương tự Unix".
Thuật ngữ có thể bao gồm hệ điều hành tự do nguồn mở lấy cảm hứng từ Unix của Bell Labs hoặc được thiết kế để mô phỏng các tính năng của nó, các công việc thương mại và độc quyền và thậm chí các phiên bản dựa trên mã nguồn UNIX được cấp phép (có thể đủ "tương tự Unix" để nhận được chứng nhận và mang nhãn hiệu "UNIX").

## Định nghĩa
The Open Group sở hữu thương hiệu UNIX và quản lý Single UNIX Specification, với tên gọi "UNIX" được sử dụng như một nhãn hiệu chứng nhận. Họ không chấp nhận việc dùng thuật ngữ "tương tự Unix" hay "Unix-like", và xem đấy là một lạm dụng thương hiệu của họ. Các hướng dẫn của họ yêu cầu "UNIX" phải được trình bày bằng chữ in hoa hoặc phân biệt với văn bản xung quanh, đặc biệt khuyến khích sử dụng nó như một tính từ xây dựng thương hiệu cho một từ chung chung như "hệ thống" và không khuyến khích sử dụng nó trong các cụm từ được gạch nối.
Các bên khác thường xem "Unix" là nhãn hiệu chung. Một số thêm ký tự đại diện vào tên để viết tắt như "Un*x" hoặc "*nix", do các hệ thống tương tự Unix thường có tên tương tự Unix giống như AIX, HP-UX, IRIX, Linux, Minix, Ultrix, và Xenix. Các mô hình này không thực sự khớp với nhiều tên hệ thống, nhưng vẫn thường được công nhận để chỉ bất kỳ hệ thống con cháu UNIX nào, ngay cả những mẫu có tên hoàn toàn khác nhau như Darwin/macOS, illumos/Solaris hoặc FreeBSD.
Năm 2007, Wayne R. Gray đã khởi kiện về tình trạng tranh cãi về tên gọi của UNIX như là một thương hiệu, nhưng bị bác đơn, và kháng cáo của ông tiếp tục bị bác.
Cũng trong năm 2007, Open Group đã đạt được một thỏa thuận ràng buộc pháp lý để ngăn chặn trường University of Kassel của Đức sử dụng "UNIK" làm tên viết tắt của nó.

## Lịch sử

Lịch sử đơn giản hóa của các hệ điều hành tương tự Unix.

Các hệ thống "tương tự Unix" bắt đầu xuất hiện vào cuối những năm 1970 và đầu những năm 1980. Nhiều phiên bản độc quyền, như Idris (1978), UNOS  (1982), Coherent (1983), và UniFlex (1985), nhằm cung cấp cho các doanh nghiệp với các chức năng có sẵn cho người dùng nghiên cứu UNIX.
Khi AT&T cho phép cấp phép nhị phân thương mại tương đối rẻ cho UNIX vào năm 1979, một loạt các hệ thống độc quyền đã được phát triển dựa trên nó, bao gồm AIX, HP-UX, IRIX, SunOS, Tru64, Ultrix, và Xenix. Chúng thay thế phần lớn các bản sao độc quyền. Sự không tương thích ngày càng tăng giữa các hệ thống này đã dẫn đến việc tạo ra các tiêu chuẩn tương tác, bao gồm POSIX và Single UNIX Specification.
Nhiều sự thay thế miễn phí, chi phí thấp và không giới hạn cho UNIX đã xuất hiện vào những năm 1980 và 1990, bao gồm 4.4BSD, Linux, và Minix. Một vài trong số này đã lần lượt là nền tảng cho các hệ thống "tương tự Unix" thương mại, như BSD/OS và macOS.
Trong khi đó, các dự án GNU được bắt đầu vào 1983 với mục đích là tạo ra GNU, một hệ điều hành mà tất cả người dùng máy tính có thể tự do sử dụng, học tập, sửa đổi và phân phối lại. Các hệ điều hành "tương tự Unix" phát triển cũng với GNU, thường xuyên chia sẻ các thành phần đáng kể với nó (dẫn đến một số bất đồng về việc liệu chúng có nên được gọi là "GNU" hay không). Những thay thế phục vụ chủ yếu có chi phí thấp và không hạn chế cho UNIX, bao gồm 4.4 BSD, Linux, và Minix. Một số trong số trên đã trở thành nền tảng cho các hệ thống "tương tự Unix" thương mại, như BSD/OS và Mac OS X. Đáng chú ý, Một số phiên bản (Mac) OS X/macOS chạy trên máy tính Mac dựa trên CPU Intel đã nhận được chứng nhận Single UNIX Specification. Các biến thể BSD là hậu duệ của UNIX được phát triển bởi Đại học California tại Berkeley với mã nguồn UNIX từ Bell Labs. Tuy nhiên codebase của BSD đã phát triển kể từ đó, thay thế tất cả các mã của AT&T. Do các biến thể BSD không được chứng nhận là tuân thủ Single UNIX Specification, nên chúng được gọi là "tương tự UNIX".

## Phân loại
Dennis Ritchie, một trong những tác giả ban đầu của Unix, đã bày tỏ quan điểm của mình tương tự Unix như Linux là hệ thống Unix trên thực tế. Eric S. Raymond và Rob Langley đã đề nghị rằng có ba loại hệ thống tương tự Unix:
Di truyền UNIX (Genetic UNIX)Những hệ thống đều có liên kết lịch sử với các mã cơ sở của AT&T. Hầu hết (nhưng không phải tất cả) bản UNIX thương mại nằm trong loại này. Trong khi đó hệ thống BSD(Berkeley Software Distribution), là hậu duệ của việc xây dựng bản Unix cho giáo dục đã được hoàn thành tại University of California, Berkeley vào cuối những năm 1970 đầu những năm 1980. Một số hệ thống không có mã gốc của AT&T nhưng vẫn có thể tìm ra nguồn gốc của chúng từ các thiết kế của AT&T.
Thương hiệu và nhãn hiệu UNIXCác hệ thống này - chủ yếu là thương mại - được xác định của Open Group là đáp ứng các tiêu chuẩn Single UNIX Specification và được phép mang tên UNIX. Hầu hết các hệ thống như vậy là dẫn xuất thương mại của các mã cơ sở System V trong hình thức này hay hình thức khác, mặc dù Apple Mac OS X 10.5 và các bản sau này đã được chứng nhận là biến thể của BSD, và một vài hệ thống khác (chẳng hạn như IBM z/OS) giành được thương hiệu thông qua một  lớp tương thích POSIX và không phải là các hệ thống Unix vốn có khác. Nhiều hệ thống UNIX cổ không còn đáp ứng định nghĩa này.
Chức năng UNIXNói chung, bất kỳ hệ thống tương tự Unix nào hoạt động theo cách gần như phù hợp với đặc tả UNIX, bao gồm cả "chương trình quản lý các phiên đăng nhập và dòng lệnh"; cụ thể hơn, điều này có thể đề cập đến các hệ thống như Linux hoặc Minix hoạt động tương tự như hệ thống UNIX nhưng không có kết nối di truyền hoặc nhãn hiệu với codebase của AT&T. Hầu hết các triển khai từ nguồn mở miễn phí của thiết kế UNIX, dù là UNIX di truyền hay không, đều rơi vào định nghĩa hạn chế của loại thứ ba này do chi phí để có được chứng nhận của Open Group, lên đến ngàn đô la cho các hệ thống nguồn đóng thương mại. Khoảng năm 2001, Linux đã có cơ hội nhận được chứng nhận với sự giúp đỡ miễn phí từ chủ tịch POSIX Andrew Josey với mức giá tượng trưng là một đô la. Đã có một số hoạt động để khiến cho Linux tuân thủ POSIX, với Josey đã chuẩn bị một danh sách các khác biệt giữa tiêu chuẩn POSIX và đặc tả Linux Standard Base nhưng vào tháng 8 năm 2005, dự án này đã ngừng hoạt động vì thiếu sự quan tâm của nhóm làm việc tại LSB.

## Khả năng tương thích
Một số hệ điều hành không phải tương tự Unix nhưng cung cấp một lớp tương thích Unix, với sự biến đổi các chức năng tương tự Unix.
- UNIX System Services của IBM z/OS là hoàn toàn đủ để được chứng nhận như thương hiệu UNIX.
- Cả Cygwin và MSYS đều cung cấp một môi trường GNU đủ cho hầu hết các phần mềm nguồn mở phổ biến được biên dịch và chạy, với một vài sự mô phỏng của Linux, trên Microsoft Windows API.
- Hệ thống con cho các ứng dụng dựa trên Unix (trước đây là Interix) cung cấp chức năng tương tự Unix như một hệ thống con Windows NT (đã ngừng).
- Các hệ thống Windows NT có một hệ thống con tương thích POSIX
- MKS Toolkit và UWIN là các công cụ tương tác toàn diện cho phép chuyển các chương trình Unix sang Windows.
- Windows Subsystem for Linux cung cấp giao diện nhân tương thích với Linux do Microsoft phát triển và không chứa mã Linux, với chế độ người dùng Ubuntu chạy trên nó.[17]

Các phương tiện khác của khả năng tương tác Windows-Unix bao gồm:
- Các gói Windows trên có thể được sử dụng với các máy chủ X khác nhau cho Windows
- Hummingbird Connectivity cung cấp một số cách để các máy Windows kết nối với các máy Unix và Linux, từ trình giả lập thiết bị đầu cuối đến máy khách và máy chủ X, và các cách khác
- Windows Resource Kits cho các phiên bản Windows NT bao gồm một Bourne Shell, một số công cụ dòng lệnh và phiên bản Perl
- Hamilton C shell là phiên bản csh được viết riêng cho Windows.